# Zala gyöngye
A Zala gyöngye hibrid szőlőfajta. Szinoním neve: Egri csillagok 24.

## A fajta nemesítésének története
Csizmazia József és Bereznai László állította elő az Eger 2 (Seyve-Villard 12375) és a Csabagyöngye fajták keresztezésével.1970-ben nyert állami elismerést.

## Jellemzői
Levele: szürkészöld kiterült, alig tagolt, aszimmetrikus felépítésű. Fürtje formás, vállas, ágas, laza. Bogyói sárgászöldek, napos oldalukon rozsdás bevonattal. Bőtermő, viszonylag fagytűrő, de a szárazságot nem bírja. 
A magasművelésű tőkeformákra alkalmas, metszéskori rügyterhelésére érzékeny, inkább csak hosszúcsapos metszést igényel. Szeptember közepén érik. A szüretével nem érdemes sokáig várni, mert a savai lebomlanak, lelágyul. Termése mind étkezési, mind pedig borkészítési célra felhasználható.
Bora enyhén muskotályos, asztali minőségű.  Korábban szüretelve alacsonyabb mustfok és magasabb savtartalom esetén pezsgőgyártásra is alkalmas.
Elterjedtsége: Jó tulajdonságai miatt a világ több szőlőtermő tájára elkerült. Nálunk is népszerű termesztett szőlőfajta. Az Etyek-Budai borvidék, Szekszárdi borvidék kiegészítő vagy ültetvényes fajtája, a Kunsági borvidéken elterjedt fajta. A házi kertek kedvence.
Telepíthetősége:Engedélyezett fajtaként telepíthető a Kunsági borvidék  Ceglédi, Jászsági, Izsáki, Kiskőrösi, Kiskunhalasi-Kiskunmajsai és Tisza menti körzetében, valamint az Etyek-Budai borvidéken, csemegeszőlőként az országban bárhol.
Érzékenység: lisztharmatra kimondottan érzékeny.
Továbbnemesített fajtája: Pölöskei muskotály Zala gyöngye és a G1ória Hungariae x Erzsébet királyné emléke keresztezéséve1.